# Impact Finite Element Program
Impact Finite Element Program è un software open source rilasciato sotto licenza (GPL) per l'analisi e la simulazione degli elementi finiti o FEM- finite element method, (metodo agli elementi finiti). È stato sviluppato in collaborazione tra diversi sviluppatori, inizialmente soprattutto russi e tedeschi.
È principalmente un simulatore che usa il metodo degli elementi finiti per risolvere diversi tipi di problemi meccanici, sia lineari che non lineari.
Questi sono descritti da equazioni alle derivate parziali che Elmer risolve col metodo FEM. Consente di prevedere molti eventi dinamici, come simulazione di incidenti stradali (car crashes) o punzonatura della lamiera metallica. Essi di solito comportano deformazioni di grandi dimensioni e ad alta velocità.
È scritto in Java; i suoi autori non ritengono penalizzante l'uso di un linguaggio interpretato anziché compilato come i rivali scritti in Fortran e/o C++ in quanto l'interprete built-in (incorporato) è sufficientemente veloce.
Le simulazioni sono realizzate su un modello tridimensionale virtuale che può essere creato con un pre-processore o con il linguaggio incorporato Fembic. I risultati sono visualizzati in un post-processor. Può gestire solo i problemi dinamici incomprimibili.
Impact è progettato per interfacciarsi di default con il pre e post-processor inclusi, ma può altresì interfacciarsi con molti avanzati pre- e post-processors come GiD o Gmsh. Impact ha inoltre un supporto rudimentale per i formati file Nastran.
Lo sviluppo è fatto da un team di volontari provenienti da tutto il mondo con lo scopo di creare un programma con codice pulito e compatto semplice da apprendere e usare.
Dalla versione 0.7.06.016 supporta il motore di rendering Java 3D.